# Грід (супутник)
Грід (англ. Gridr), також S/2004 S 20 — природний супутник Сатурна. Відкритий Скоттом Шеппардом, Девідом Джуїттом та Дженом Кліна 7 жовтня 2019 року після спостережень, проведених у період з 12 грудня 2004 року по 22 березня 2007 року. Постійну назву було присвоєно у серпні 2021 року. 24 серпня 2022 року був названий на честь Грід, йотунки зі скандинавської міфології.
Діаметр Грід — близько 4 км, велика піввісь — 19 211 000 км, орбітальний період — 990,23 земної доби, обертається навколо Сатурна з прямим напрямком під нахилом 163,1° до площини екліптики, ексцентриситет орбіти — 0,204.